# Большие Пруды (Красноярский край)
Большие Пруды — поселок в Сухобузимском районе Красноярского края. Входит в состав Атамановского сельсовета.

## История
В 1976 году Указом Президиума ВС РСФСР поселок отделения № 2 совхоза «Таежный» переименован в Большие Пруды.

## Население
| 2010 |
| ---- |
| 401  |